# معاملة المثليين في الدنمارك
تتصف حقوق المثليات والمثليين ومزدوجي التوجه الجنسي والمتحولين جنسياً (اختصاراً: LGBT) في الدنمارك بأنها من الأكثر تقدما في أوروبا وفي العالم. تم إلغاء تجريم المثلية الجنسية في عام 1933، والمساواة في سن الرضا على سن 15 في عام 1977 بغض النظر عن التوجه الجنسي والهوية الجندرية. كما أصبحت الدنمارك أول بلد في العالم يمنح حقوقا قانونية للعلاقات المثلية كشراكة مسجلة في عام 1989. تم تعويضها في 7 يونيو 2012 بتقنين زواج المثليين. تم حظر التمييز على أساس التوجه الجنسي بالكامل منذ عام 1996. أيضا، منذ عام 2010، سمح للأزواج المثليين والمثليات بالتبني المشترك، وقد سمح لهم من قبل بتبني أو بالحضانة المحدودة لأحد الشريكين للطفل البيولوجي للشريك الآخر. كما سمح للمثليين والمثليات ومزدوجي التوجه الجنسي بالخدمة العسكرية علنا.
كجاراتها في إسكندنافيا، تعتبر الدنمارك واحدة من أكثر الدول الليبرالية الاجتماعية في أوروبا والعالم، مع إشارة استطلاعات الرأي الأخيرة إلى أن الغالبية العظمى من الدنماركيين يدعمون حقوق المثليات والمثليين ومزدوجي الميول الجنسية والمتحولين جنسيا ويدعمون زواج المثليين وتبني المثليين للأطفال. يشار إلى العاصمة كوبنهاغن من قبل المجلات على أنها واحدة من أكثر المدن الصديقة للمثليين في العالم، وهي مشهورة بفخر كوبنهاغن السنوي. تأسست أقدم منظمة للمثليين في البلاد وهي جمعية إل جي بي تي الدنمارك في عام 1948 تحت اسم «دائرة 1948» (بالدنماركية: Kredsen af 1948)‏
تشمل مملكة الدنمارك إقليمين ماوراء البحار يتمتعان بالحكم ذاتي، وهما جزر فارو وجرينلاند، ويعتبران في الغالب أكثر محافظة اجتماعيا. تم تشريع زواج المثليين في جرينلاند في أبريل 2016. بينما، تم تشريع زواج المثليين في جزر فارو في يونيو 2017.

## قانونية النشاط الجنسي المثلي
قامت الدنمارك بتقنين وتشريع (إلغاء تجريم) المثلية الجنسية في عام 1933، والمساواة في سن الرضا على سن 15 في عام 1977 بغض النظر عن التوجه الجنسي والنوع الإجتماعي.

## الاعتراف القانوني بالعلاقات المثلية
تم إنشاء الشراكات المسجلة بموجب قانون صدر في 7 يونيو 1989، وهو أول قانون من نوعه في العالم، ودخل حيز التنفيذ في 1 أكتوبر 1989. كانت الشراكات المسجلة تقريبًا تتمتع بجميع الصفات نفسها مثل الزواج. كانت جميع الحقوق والواجبات القانونية والمالية مثلها مثل تلك المتعلقة بالزواج من الجنس الآخر، وكان الفرق الرئيسي هو أن اللوائح بموجب المعاهدات الدولية لا تنطبق إلا إذا وافق جميع الموقعين.
أصبح زواج المثليين قانونيًا في الدنمارك في 15 يونيو 2012، بعد أن صوت البرلمان الدنماركي في 7 يونيو لصالح زواج محايد جنسانياً، بما في ذلك الزواج في كنيسة الدنمارك.
اقترحت الحكومة الدنماركية مشروع قانون زواج المثليين في البرلمان في 14 مارس 2012. وافق البرلمان على مشروع القانون، وتم منح الموافقة الملكية من قبل الملكة مارغريت الثانية بعد ثلاثة أيام. دخل القانون حيز التنفيذ في 15 يونيو 2012.

## التبني وتنظيم الأسرة
منذ عام 1999، تمكن شخص في شراكة مسجلة مثلية من تبني أطفاله شريكه أو شريكته البيولوجيين (المعروف باسم «تبني أحد الشريكين للطفل البيولوجي للشريك الآخر»). لم يكن تبني المثليين للأطفال في السابق مسموحًا به إلا في حالات مقيدة فقط، لا سيما عند وجود صلة سابقة بين الوالد المتبنى والطفل، مثل كونه أحد أفراد العائلة أو طفل حضانة.
منذ الأول من يوليو 2010، تمكن الأزواج المثليون من التقدم بطلب للحصول على التبني المشترك. في 20 يوليو 2014، أصبح زوجان مثليان ذكران أول زوجين مثليين يتبنّان طفلاً أجنبيًا منذ أن أصبح قانونيًا في عام 2010، عندما تبنيا طفلة تبلغ من العمر تسعة أشهر من جنوب أفريقيا.
في 2 يونيو 2006، صوت البرلمان الدنماركي على إلغاء قانون كان يحظر على الزوجات المثليات الوصول إلى التلقيح الاصطناعي، مما أعطى حقوقاً أكثر للآباء والأمهات في الحصول على أطفال بيولوجيين. أيضا، تمت وضع الشريكة الأخرى التي ليست الوالد البيولوجي للطفل على شهادة الميلاد كالوالد الطبيعي الآخر له منذ عام 2013.
ووفقًا للإحصاءات الصادرة عن هيئة الإذاعة الدانمركية، فإن 84 أسرة لديها آباء مثليون أو أمهات مثليات في عام 2013. وقد ارتفع هذا العدد إلى 659 بحلول منتصف عام 2018. في  إقليم عاصمة الدنمارك، ارتفع العدد من 42 إلى 293. وفقًا لإحصائيات 2019، كان حوالي 27% من الأزواج المثليين في الدنمارك يربون طفلًا، بينما كانت هذه النسبة 43% للأزواج المغايرين.

## الهوية الجندرية والتعبير عنها
كان «قانون التعقيم والإخصاء» (باللغة الدنماركية: Lov om sterilisation og kastration)، الذي اعتمد في يونيو 1929، واحدًا من أول قوانين تغيير النوع الاجتماعي في العالم. كان أول شخص نجح في إجراء تغيير قانوني في النوع الاجتماعي في الدنمارك، والذي تطلب إجراء جراحة إعادة تحديد الجنس، هو الأمريكية كريستين يورغينسن في أوائل الخمسينات. وقالت إنها خضعت لاستئصال الخصية وبتر القضيب في كوبنهاغن في عام 1951 و 1952، على التوالي. كانت الامرأة المتحولة جنسيا، ليلي إلب، التي كانت مصدر إلهام فيلم الفتاة الدنماركية عام 2015، واحدة من أوائل المتلقين لجراحة إعادة تحديد الجنس. انتقلت في ألمانيا في عام 1930، وفي وقت لاحق، كان جنسها واسمها قد تم تغييرهما بشكل قانوني على جواز سفرها الدنماركي.
في فبراير/شباط 2013، أصبحت امرأءة من غواتيمالا أول شخص متحول جنسيا يحصل على حق اللجوء في الدنمارك بسبب الاضطهاد في بلدها الأصلي. ومع ذلك، تم وضعها في منشأة للرجال، حيث تم الاعتداء عليها عدة مرات ورُفضت في البداية. أعادت السلطات فتح القضية عندما أثبتت أن حياتها ستكون في خطر إذا عادت إلى غواتيمالا.
في يونيو 2014، صوت البرلمان الدنماركي ب59 صوتا لصالح مقابل 52 صوتا ضد (59-52) لإزالة شرط التشخيص مع اضطراب عقلي وجراحة مع التعقيم لا رجعة فيه خلال عملية تغيير الجنس القانوني. منذ 1 سبتمبر 2014، يمكن للدنماركيين الذين تزيد أعمارهم عن 18 عامًا والذين يرغبون في التقدم بطلب للحصول على تغيير جنسي في القانون أن يفعلوا ذلك بقولهم أنهم يريدون تغيير وثائقهم، تليها «فترة تأمل وتفكر» لمدة ستة أشهر لتأكيد طلب.
في انتظار قرار من منظمة الصحة العالمية لإزالة الهوية الجندرية للمتحولين جنسيا من قائمة الأمراض العقلية، قامت الدانمرك في البداية بإرجاء تغيير من جانب واحد. متحججة بعدم إحراز تقدم في منظمة الصحة العالمية، قرر البرلمان الدانمركي إزالة الهوية الجندرية المتحولة جنسيا من قائمة الأمراض العقلية للمجلس الوطني للصحة في عام 2016. ودخل هذا التغيير حيز التنفيذ في 1 يناير 2017. وكانت ثاني بلد يقوم بذلك، بعد فرنسا التي طبقت تشريعاً مماثلاً في عام 2010. قامت منظمة الصحة العالمية في نهاية المطاف بإزالة الهوية الجندرية للمتحولين جنسيا من قائمتها للأمراض العقلية في يونيو 2018.
إلى جانب الذكور والإناث، تتوفر جوازات السفر الدنماركية مع وصف جنس "X" الثالث.

## الحماية من التمييز وقوانين جرائم الكراهية

خريطة الدنمارك مع علم فخر المثليين

يشمل القانون الدنماركي قوانين جرائم الكراهية، مما يضيف عقوبات إضافية على الجرائم المرتكبة ضد الأشخاص بسبب ميولهم الجنسية وهويتهم الجندرية أو طريقة التعبير عنها
يحظر القانون الدناركي التمييز على أساس التوجه الجنسي والهوية الجندرية أو التعبير عنها، من بين فئات أخرى. قانون حظر عدم المساواة في المعاملة في سوق العمل (باللغة الدنماركية: Lov om forbud mod forskelsbehandling på arbejdsmarkedet)، الذي تم تقنينه في عام 1996، يعرف «التمييز» على النحو التالي:
| معاملة المثليين في الدنمارك | "التمييز يعني أي تمييز مباشر أو غير مباشر على أساس العرق أو اللون أو الدين أو الرأي السياسي أو التوجه الجنسي أو الأصل القومي أو الاجتماعي أو العرقي." | معاملة المثليين في الدنمارك |

لم يتم إدراج الهوية الجندرية أو التعبير عنها بشكل صريح، ومع ذلك، فإن قرار المحكمة الصادر عام 2015، والذي رفعت فيه نساء متحولات جنسيا دعوى ضد صاحب عملهم السابق بسبب التمييز المزعوم، ينص على أن الهوية الجندريية أو التعبير عنها مدرج في القانون.
في عام 2008، صدر قانون مجلس المساواة في المعاملة (باللغة الدنماركية: Lov om Ligebehandlingsnævnet)، الذي أنشأ مجلس المساواة في المعاملة. بموجب هذا القانون، «يجب على مجلس الإدارة النظر في الشكاوى المتعلقة بالمعاملة التفضيلية على أساس الجنس أو العرق أو اللون أو الدين أو المعتقد أو الرأي السياسي أو التوجه الجنسي أو السن أو الإعاقة أو الأصل القومي أو الاجتماعي أو الإثني».
بالإضافة إلى ذلك، تمتلك الدنمارك تشريعات لجرائم الكراهية، والتي تضيف عقوبات إضافية على الجرائم المرتكبة ضد الأشخاص بسبب توجههم الجنسي أو هويتهم الجندرية.
وفقًا لتقرير نُشر في أغسطس 2019، أفاد 89% من الذين تم استطلاعهم من مجتمع المثليين أنهم لا يتعرضون للتمييز أو المضايقة في مكان العمل، كان 78% راضين بشكل عام عن وظائفهم، وأفاد 69% بأنهم مفصحون عن توجههم الجنسي لزملاءهم في العمل. في المقابل شعر 9% بعدم قدرتهم على الإفصاح عن توجههم الجنسي، وذكر 8% أنهم تعرضوا للتمييز والتحرش.

## التبرع بالدم
في مايو 2014، دعا ستة أحزاب سياسية دنماركية وزير الصحة «نيك هيكروب» إلى رفع الحظر الذي يمنع على الرجال المثليين ومزدوجي التوجه الجنسي السماح لهم بالتبرع بالدم.
في أغسطس/آب 2016، أفيد بأن أغلبية النواب في البرلمان تؤيد رفع الحظر. عبر كل من "حزب الشعب الدنماركي"، والحزب الاشتراكي الديمقراطي" و "حزب البديل الدنماركي" عن دعم الاقتراح الذي تقدم به زعيم الحزب الليبرالي الاجتماعي الدنماركي مورتن أوسترغارد الذي يريد رفع حظر البلاد على الرجال المثليين ومزدوجي التوجه الجنسي من الرجال من التبرع بالدم.
من مارس 2020، سمحت الدنمارك للرجال المثليين ومزدوجي التوجه الجنسي بالتبرع بالدم شريطة عدم ممارسة الجنس لفترة تأجيل مدتها 4 أشهر. سيتم التنازل عن فترة التأجيل إذا كان الفرد في علاقة أحادية مستقرة.

## الخدمة العسكرية
لا يوجد حظر على المثليين من الخدمة العسكرية. والسويد واحدة من البلدان القليلة على الصعيد العالمي التي تسمح صراحةً للمثليين والمثليات ومزدوجي الميول الجنسية علنا بالخدمة دون عائق في جميع فروع قوات الدفاع الملكية الدنماركية. يوجد عدة قادة عسكريون بارزين مثليون بشكل علني في قوات الدفاع، ولا توجد تقارير عن حالات تهدد المثليين أو الروح المعنوية أو الأمن القومي. تشير دراسة ظروف الرجال المثليين إلى أن الرجال المثليين في قوات الدفاع الدنماركية يظهرون القوة ويحظون بالاحترام.

## التربية الجنسية
تمتلك الدنمارك واحدة من أكثر دروس التربية الجنسية شمولاً في العالم، والتي تتضمن معلومات عن الجنس الآمن، والوقاية من الأمراض المنقولة جنسياً، والإجهاض، ومنع الحمل، والبلوغ، والعلاقات الجنسية، والحياة الأسرية، والنوع الاجتماعي، والهوية الجنسية، والتنوع. تعتبر دروس التربية الجنسية إلزامية في جميع المدارس الحكومية الابتدائية والثانوية، كما تتعامل مع القضايا الصحية الأخرى، بما في ذلك تعاطي المخدرات والكحول.
في عام 1981، وضعت "Gå-Ud-Gruppen" (بالعربية: مجموعة التوعية) دروسًا في التربية الجنسية الإضافية تقدم معلومات حول المثلية الجنسية إلى الأقسام العليا في المدارس الحكومية.
في عام 2008، قدمت الجمعية الدنماركية لتنظيم الأسرة حملة وطنية جديدة عبر الإنترنت للتربية الجنسية. وقد شارك فيها 88,300 طالب بحلول عام 2009.

## نشاط حقوق المثليين

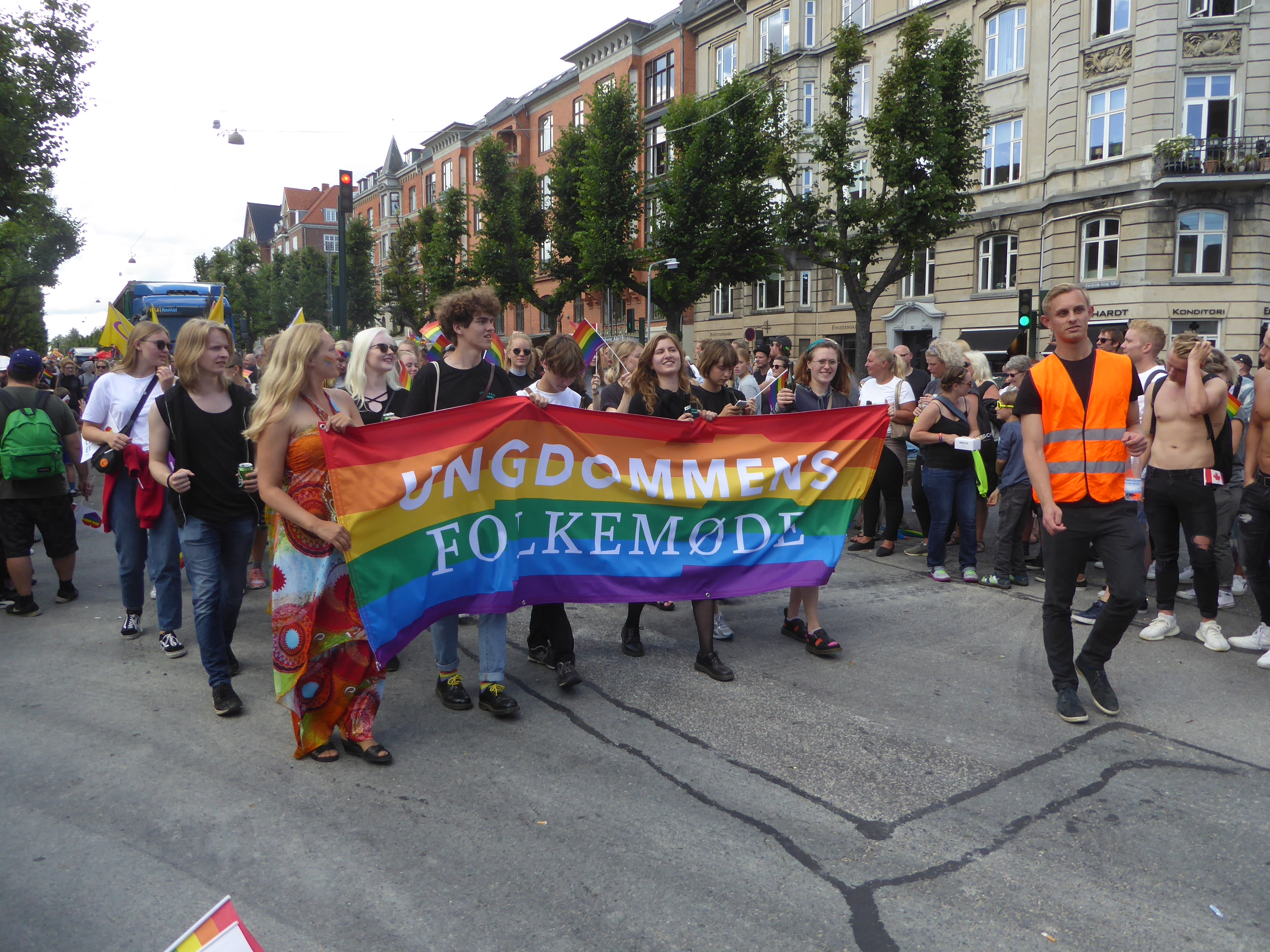
المشاركون في مسيرة فخر كوبنهاغن 2017

تشمل منظمات المثليين إل جي بي تي الدنمارك، التي تأسست عام 1948 تحت اسم «دائرة 1948» (باللغة الدنماركية: Kredsen af 1948). مؤسس المنظمة كان أكيل أكسكل. كان أكسل وشريكه أيكل أكسكل أول شريكين مثليين يدخلان في شراكة مسجلة في الدنمارك، وبالتالي لأول مرة في العالم، في عام 1989.
فخر كوبنهاغن هو حدث فخر سنوي يقام في أغسطس في كوبنهاغن. تظاهر حوالي 25000 شخص في موكب كوبنهاغن برايد 2017، وحضر 300.000 شخص آخر الحدث وخرجوا إلى الشوارع لتجربة ذلك. في عام 2018، شارك حوالي 40,000 شخص في هذا الحدث، وحضر الآلاف. وكان من بين هؤلاء رئيس الوزراء لارس لوكه راسموسن.
وبصرف النظر عن فخر كوبنهاغن، تشمل فعاليات المثليين الأخرى فخر آرهوس وميكس كوبنهاغن، وهو مهرجان سينمائي للمثليين.

## الرأي العام
أظهر استطلاع أجراه الاتحاد الأوروبي في ديسمبر/كانون الأول 2006 دعم الدنماركيين لزواج المثليين بنسبة 69%. أجرت «أنغيس ريد جلوبال مونيتور» استطلاعا حول القضايا المتعلقة بتكامل الاتحاد الأوروبي. فيما يخص المواقف في أوروبا فيما يتعلق بتقنين زواج المثليين، كانت الدنمارك على قائمة الدول التي من شأنها أن تمنح الزواج لمواطينيها المثليين والمثليات، في المرتبة الثالثة خلف هولندا (82%) والسويد (71%).
في استطلاع يوغوف لعام 2013 لـ1،005 من الدنماركيين، وافق 59% على السماح للأزواج المثليين بتبني الأطفال، في حين وافق 79% على السماح لزوجين مثليين بالزواج.
وجد إستطلاع يوروباروميتر عام 2015 أن 87% من الدانماركيين يعتقدون أنه يجب السماح بزواج المثليين في جميع أنحاء أوروبا. بالإضافة إلى ذلك، في نفس الاستطلاع، اعتقد 90% أنه يجب أن يتمتع الأشخاص المثليون والمثليات ومزدوجو التوجه الجنسي بنفس حقوق الأشخاص المغايرين جنسياً، ووافق 88% على أنه لا حرج في العلاقة الجنسية بين شخصين مثليين. وجد مقياس يوروباروميتر 2019 أن 89% من الدنماركيين يعتقدون أنه ينبغي السماح بزواج المثليين في جميع أنحاء أوروبا، وكان 8% ضد ذلك.

## ملخص
حقوق المثليين والمثليات ومزدوجي التوجه الجنسي والمتحولين جنسيا في الدنمارك (باستثناء كل من جرينلاند وجزر فارو المتمتعتان بالحكم الذاتي):
| النشاط الجنسي المثلي | اتحاد مدني            | زواج المثليين   | تبني الأزواج المثليين                                                   | السماح للمثليين بالخدمة في القوات المسلحة؟ | مناهضة التمييز (التوجه الجنسي)           | قوانين معنية بالهوية الجندرية/التعبير                              |
| -------------------- | --------------------- | --------------- | ----------------------------------------------------------------------- | ------------------------------------------ | ---------------------------------------- | ------------------------------------------------------------------ |
| قانوني منذ 1933      | شراكات مسجلة منذ 1989 | قانوني منذ 2012 | تبني أحد الشريكين للطفل البيولوجي للشريك الآخر منذ 1999 تبني مشترك 2010 | منذ 1978                                   | حظر جميع أشكال التمييز المعادية للمثليين | إمكانية التغيير والاعتراف بالجنس القانوني دون جراحة أو علاج هرموني |

### ملخص تبعاً للبلدان المؤلفة لمملكة الدنمارك
حقوق المثليين والمثليات ومزدوجي التوجه الجنسي والمتحولين جنسيا في البلدان المؤلفة لمملكة الدنمارك:
| الحق | نعم/لا               | ملاحظات                                                       |
| النشاط الجنسي المثلي | النشاط الجنسي المثلي | النشاط الجنسي المثلي                                          |
| --- | -------------------- | ------------------------------------------------------------- |
| قانونية النشاط الجنسي المثلي | Yes                  | منذ 1933                                                      |
| المساواة في السن القانوني للممارسة الجنسية للأفراد المغايرين والمثليين على حدٍ سواء                                                             | Yes                  | منذ 1977 (الدنمارك وجرينلاند)                                 |
| المساواة في السن القانوني للممارسة الجنسية للأفراد المغايرين والمثليين على حدٍ سواء                                                             | Yes                  | منذ 1988 (جزر فارو)                                           |
| إزالة تصنيف المثلية الجنسية كمرض | Yes                  | منذ 1981                                                      |
| الاعتراف القانوني بالعلاقات المثلية |                      |                                                               |
| الشراكات المسجلة المثلية | Yes                  | منذ 1989 (الدنمارك)                                           |
| الشراكات المسجلة المثلية | Yes                  | منذ 1996 (جرينلاند)                                           |
| الشراكات المسجلة المثلية | No                   | لا يوجد قانون: رُفِضَ مشروع القانون عام 2014 (جزر فارو)          |
| شراكات مدنية في الأماكن الدينية | Yes                  | منذ 2012 (الدنمارك)                                           |
| شراكات مدنية في الأماكن الدينية | Yes                  | منذ 2016 (جرينلاند)                                           |
| شراكات مدنية في الأماكن الدينية | No                   | لا يوجد قانون (جزر فارو)                                      |
| زواج المثليين مدني وديني | Yes                  | منذ 2012 (الدنمارك)                                           |
| زواج المثليين مدني وديني | Yes                  | منذ 2016 (جرينلاند)                                           |
| زواج المثليين مدني وديني | Yes                  | منذ 2017 (جزر فارو) زواج مدني فقط لا ينطبق على كنيسة جزر فارو |
| التبني والتنظيم الأسري |                      |                                                               |
| تبني أحد الشريكين للطفل البيولوجي للشريك الآخر والتبني المشترك للأشخاص من المثليات والمثليين ومزدوجي التوجه والمتحولين جنسياً والأزواج المثليين | Yes                  | منذ 1999 و 2010 (الدنمارك)                                    |
| تبني أحد الشريكين للطفل البيولوجي للشريك الآخر والتبني المشترك للأشخاص من المثليات والمثليين ومزدوجي التوجه والمتحولين جنسياً والأزواج المثليين | Yes                  | منذ 2009 و 2016 (جرينلاند)                                    |
| تبني أحد الشريكين للطفل البيولوجي للشريك الآخر والتبني المشترك للأشخاص من المثليات والمثليين ومزدوجي التوجه والمتحولين جنسياً والأزواج المثليين | Yes                  | منذ 2017 (جزر فارو)                                           |
| الوصول المتساوي للحصول على أطفال أنابيب للأفراد وللأزواج من المثليات                                                                           | Yes                  | منذ 2006 (الدنمارك وجرينلاند)                                 |
| الوصول المتساوي للحصول على أطفال أنابيب للأفراد وللأزواج من المثليات                                                                           | No                   | لا يوجد قانون (جزر فارو)                                      |
| إدراج أسماء الأزواج المثليين كالأهل القانونيين على وثيقة ميلاد الأطفال                                                                         | Yes                  | منذ 2013 (الدنمارك)                                           |
| إدراج أسماء الأزواج المثليين كالأهل القانونيين على وثيقة ميلاد الأطفال                                                                         | Yes                  | منذ 2016 (جرينلاند)                                           |
| إدراج أسماء الأزواج المثليين كالأهل القانونيين على وثيقة ميلاد الأطفال                                                                         | Yes                  | منذ 2017 (جزر فارو)                                           |
| تأجير الأرحام التجاري للأزواج المثليين من الذكور                                                                                               | Not applicable       | أيضاً غير قانوني للأزواج المغايرة جنسياً                        |
| الخدمة العسكرية |                      |                                                               |
| يسمح للمثليين والمثليات الخدمة علناً في الجيش                                                                                                   | Yes                  | منذ 1978                                                      |
| حقوق المتحولين جنسياً |                      |                                                               |
| إلغاء تصنيف الهوية المتحولة جنسياً كمرض | Yes                  | منذ 2017                                                      |
| الحق في تغيير الجنس القانوني | Yes                  | منذ 1929 (الدنمارك)                                           |
| الحق في تغيير الجنس القانوني | No                   | لا يوجد قانون (جزر فارو وجرينلاند)                            |
| يتطلب تغيير الجنس القانوني الخضوع لعملية إعادة تحديد الجنس والتعقيم والتشخيص الطبي                                                             | Yes                  | منذ 2014 (الدنمارك)                                           |
| يتطلب تغيير الجنس القانوني الخضوع لعملية إعادة تحديد الجنس والتعقيم والتشخيص الطبي                                                             | No                   | لا يوجد قانون (جزر فارو وجرينلاند)                            |
| الحماية من التمييز |                      |                                                               |
| قوانين مكافحة التمييز في جميع المجالات على أساس التوجه الجنسي والهوية الجندرية (منها التوظيف، السلع والخدمات...إلخ)                            | Yes                  | منذ 1996 (الدنمارك)                                           |
| قوانين مكافحة التمييز في جميع المجالات على أساس التوجه الجنسي والهوية الجندرية (منها التوظيف، السلع والخدمات...إلخ)                            | No                   | لا يوجد قانون (جزر فارو وجرينلاند)                            |
| قوانين مكافحة خطاب الكراهية على أساس التوجه الجنسي                                                                                             | Yes                  | منذ 1987 (الدنمارك)                                           |
| قوانين مكافحة خطاب الكراهية على أساس التوجه الجنسي                                                                                             | Yes                  | منذ 2007 (جزر فارو)                                           |
| قوانين مكافحة خطاب الكراهية على أساس التوجه الجنسي                                                                                             | Yes                  | منذ 2010 (جرينلاند)                                           |
| قوانين ضد خطاب الكراهية على أساس الهوية الجندرية                                                                                               | No                   | لا يوجد قانون                                                 |
| قوانين ضد جرائم الكراهية على أساس التوجه الجنسي عبر ظروف مشددة للعقوبة                                                                         | Yes                  | منذ 2004 (الدنمارك)                                           |
| قوانين ضد جرائم الكراهية على أساس التوجه الجنسي عبر ظروف مشددة للعقوبة                                                                         | Yes                  | منذ 2007 (جزر فارو)                                           |
| قوانين ضد جرائم الكراهية على أساس التوجه الجنسي عبر ظروف مشددة للعقوبة                                                                         | Yes                  | منذ 2010 (جرينلاند)                                           |
| قوانين ضد جرائم الكراهية على أساس الهوية الجندرية عبر ظروف مشددة للعقوبة                                                                       | No                   | لا يوجد قانون                                                 |
| حقوق الهجرة |                      |                                                               |
| المساواة في الهجرة وحقوق الأفراد من المثليات والمثليين ومزدوجي التوجه والمتحولين جنسياً والأزواج المثليين                                       | Yes                  |                                                               |
| الاعتراف بالتوجه الجنسي والهوية الجندرية في طلبات اللجوء                                                                                       | /                    | يُعترف في بعض الحالات                                          |
| أخرى |                      |                                                               |
| تعليم جنسي حول قضايا المثليات والمثليين ومزدوجي التوجه والمتحولين جنسياً والعلاقات في المدارس                                                   | Yes                  | التعليم الجنسي إلزامي في المدارس العامة                       |
| السماح للرجال المثليين الذين مارسوا الجنس مع الرجال التبرع بالدم                                                                               | Yes                  | (منذ عام 2020)                                                |